# Ramón Jáuregui
Pour les articles homonymes, voir Jauregui.
Ramón Jáuregui Atondo, né le 1er septembre 1948 à Saint-Sébastien, est un homme politique espagnol, membre du Parti socialiste ouvrier espagnol (PSOE) et ancien ministre de la Présidence d'Espagne. 
Ancien numéro deux du gouvernement du Pays basque espagnol entre 1987 et 1991, il a également été secrétaire général du Parti socialiste basque-PSOE de 1988 à 1997, secrétaire général du groupe socialiste au Congrès des députés espagnol, et député européen de 2009 à 2010.

## Formation et carrière
Il commence à travailler dès l'âge de 14 ans, dans une fonderie à Pasaia, puis suit des cours du soir de génie technique à l'école des experts de Saint-Sébastien, achevant son cursus en 1968. Par la suite, toujours en marge de son emploi, il effectue des études de droit, à Saint-Sébastien, et obtient sa licence en 1975.
Il abandonne alors la métallurgie et intègre un cabinet d'avocats en droit du travail de l'Union générale des travailleurs (UGT) à Errenteria, où il fera la connaissance de Txiki Benegas.

## Activités politiques
Il est membre de l'UGT et du Parti socialiste ouvrier espagnol depuis 1973.

### Débuts au Pays basque
Secrétaire général de l'UGT dans le Guipuscoa, puis la communauté autonome du Pays basque, entre 1977 et 1982, il est nommé en 1978 président de la commission exécutive provisoire de Saint-Sébastien par le ministère de l'Intérieur, et occupe ce poste jusqu'en février 1979.
Aux élections municipales d'avril, il est tête de liste du Parti socialiste du Pays basque-PSOE dans cette même ville. Après le scrutin, il devient adjoint du maire Jesús María Alkain. Il y renonce en juin 1980, trois mois après avoir été élu député au Parlement basque lors des premières élections libres.
Il démissionne de son mandat parlementaire en 1982, lorsque le nouveau gouvernement socialiste de Felipe González le nomme délégué du gouvernement au Pays basque. Trois ans plus tard, il est élu président du PSE-PSOE, Txiki Benegas en étant le secrétaire général. Il ne quitte cependant sa fonction officielle qu'en 1987.

### Numéro deux du gouvernement et chef des socialistes basques
Lors des élections régionales anticipées du 30 novembre 1986, les socialistes, conduits par Txiki Benegas, parviennent à se hisser au rang de première force politique de la communauté autonome du Pays basque avec 19 députés et 22 % des voix. Malgré cette victoire, et après l'échec des négociations avec des petits partis de gauche, le PSE-PSOE accepte de former une coalition avec le Parti nationaliste basque (PNV, 17 élus mais 23,6 % des suffrages). Le lehendakari sortant, du PNV, José Antonio Ardanza, est alors investi tandis que Ramón Jáuregui est choisi pour être son adjoint.
En 1988, il est élu secrétaire général de la fédération socialiste basque, avec le soutien de Txiki Benegas et de l'appareil du parti. Après avoir été tête de liste aux élections de 1990, il quitte le gouvernement basque en février 1991, et se voit réélu à la tête du PSE-PSOE peu de temps après. Après la fusion avec le parti de la Gauche basque (EE), il est désigné secrétaire général du Parti socialiste du Pays basque-Gauche basque-PSOE (PSE-EE-PSOE) en 1993.
De nouveau tête de liste aux élections de 1994, il se classe à nouveau deuxième. Quelques mois plus tard, il est élu à la commission exécutive fédérale du PSOE, puis il fait son retour au sein de l'exécutif régional en mars 1995, comme conseiller à la Justice. À la suite de sa nomination au poste de secrétaire à la Politique régionale au sein de l'exécutif fédéral socialiste en juin 1997, il renonce à l'ensemble de ses fonctions politiques et institutionnelles en septembre et octobre.

### Député national et européen
Il est élu membre du Congrès des députés en mars 2000, et quitte trois mois plus tard la direction du parti. Lorsque son successeur à la tête du PSE-EE, Nicolás Redondo (es), démissionne en 2002, il est désigné président de la commission exécutive provisoire, jusqu'à la tenue d'un congrès extraordinaire qui désigne Patxi López comme secrétaire général. En 2004, il est élu député pour l'Alava et devient porte-parole du groupe socialiste au sein de la commission constitutionnelle.
Il est élu pour un troisième mandat en 2008, ayant occupé la tête de liste du PSOE pour l'Alava. À la suite de ce scrutin, il est choisi comme secrétaire général du groupe socialiste au Congrès des députés.
Lors des élections européennes du 13 juin 2009, il est élu député au Parlement européen et intègre alors le groupe de l'Alliance progressiste des socialistes et démocrates au Parlement européen (S&D), où il occupe les fonctions de secrétaire général de la délégation socialiste espagnole.

### Ministre de la Présidence
Le 20 octobre 2010, Ramón Jáuregui est nommé ministre de la Présidence d'Espagne, en remplacement de María Teresa Fernández de la Vega, lors d'un important remaniement ministériel. Il ne récupère toutefois pas les fonctions de premier vice-président et de porte-parole du gouvernement, confiés à Alfredo Pérez Rubalcaba, ministre de l'Intérieur. Il est réélu député aux élections générales anticipées du 20 novembre 2011, et remplacé un mois plus tard par Soraya Sáenz de Santamaría.